# Овсянковский сельсовет (Амурская область)
Овся́нковский сельсове́т — муниципальное образование со статусом сельского поселения в составе Зейского района Амурской области. 
Административный центр — село Овсянка.

## История
31 октября 2005 года в соответствии с Законом Амурской области № 73-ОЗ муниципальное образование наделено статусом сельского поселения.

## Население
| 2002  | 2010  | 2011  | 2012  | 2013  | 2014  | 2015  |
| ----- | ----- | ----- | ----- | ----- | ----- | ----- |
| 3731  | ↘3180 | ↘3166 | ↘3157 | ↘3121 | ↘3070 | ↘3027 |
| 2016  | 2017  | 2018  | 2021  |       |       |       |
| ↘3018 | ↘2970 | ↘2910 | ↘2588 |       |       |       |

## Состав сельского поселения
| № | Населённый пункт | Тип населённого пункта       | Население |
| - | ---------------- | ---------------------------- | --------- |
| 1 | Овсянка          | село, административный центр | ↘2588     |